# Longbranch (Washington)
Longbranch es un área no incorporada ubicada en el condado de Pierce en el estado estadounidense de Washington.

## Geografía
Longbranch se encuentra ubicado en las coordenadas 47°12′33″N 122°45′20″O / 47.20917, -122.75556.